# Roda de Ter
Roda de Ter è un comune spagnolo di 6 118 abitanti (2010) situato nella comunità autonoma della Catalogna.
Fino al 1805 ha costituito un unico comune con Les Masies de Roda, dal quale si è poi separata.